# Asymphylodora leachi
Asymphylodora leachi är en plattmaskart. Asymphylodora leachi ingår i släktet Asymphylodora och familjen Lissorchiidae. Inga underarter finns listade i Catalogue of Life.